# ハウエンシュタイン
ハウエンシュタイン (独: Hauenstein) はドイツ連邦共和国 ラインラント＝プファルツ州ズュートヴェストプファルツ郡の町村。ハウエンシュタイン連合自治体 (独: Verbandsgemeinde Hauenstein) の行政庁所在地となっている。
プファルツの森、ピルマゼンスの東約20km、ランダウの西約20kmに位置する。
製靴工業の中心地として重要であり、ドイツ製靴博物館がある。

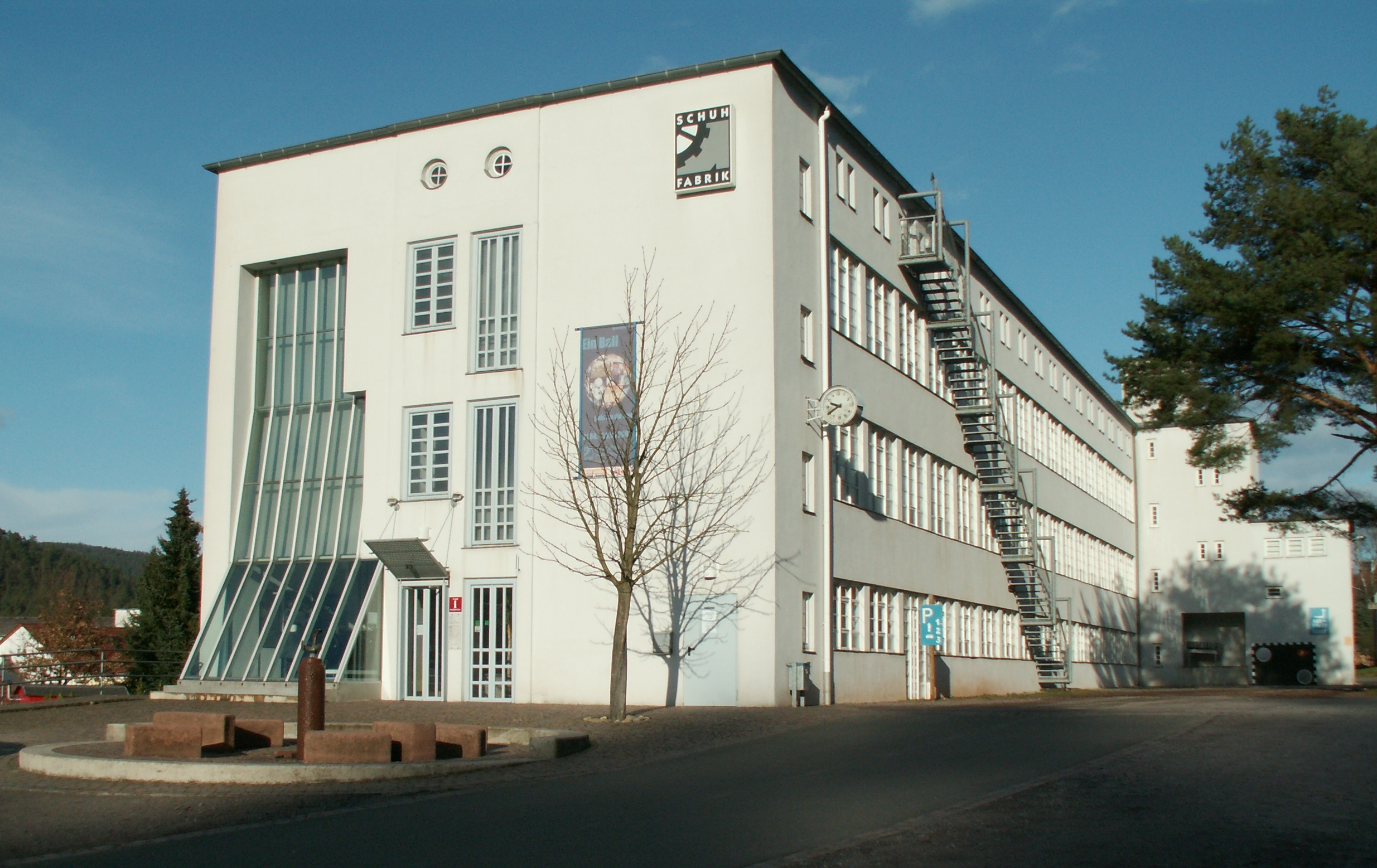
ドイツ製靴博物館
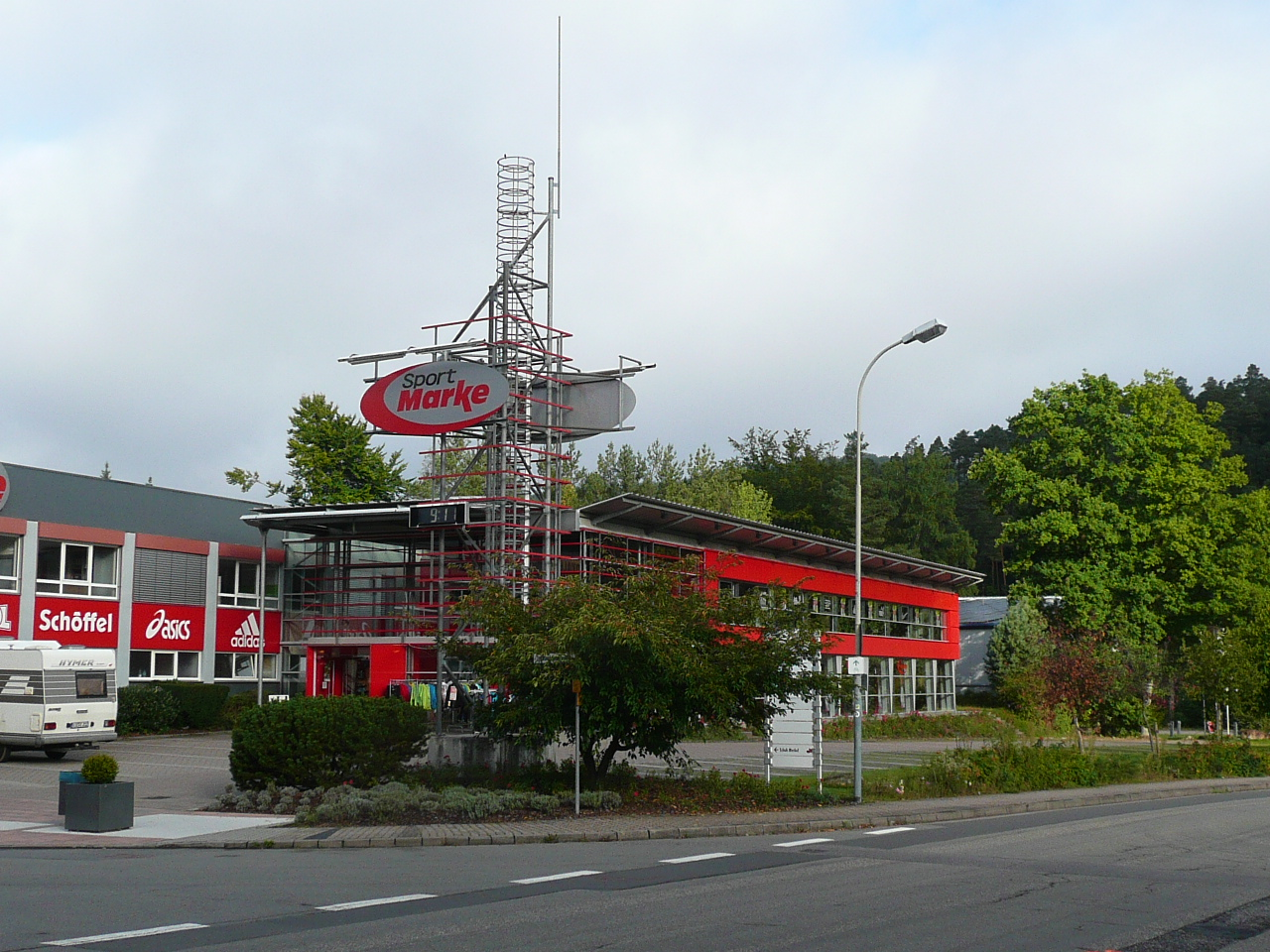
ハウエンシュタイン靴センター
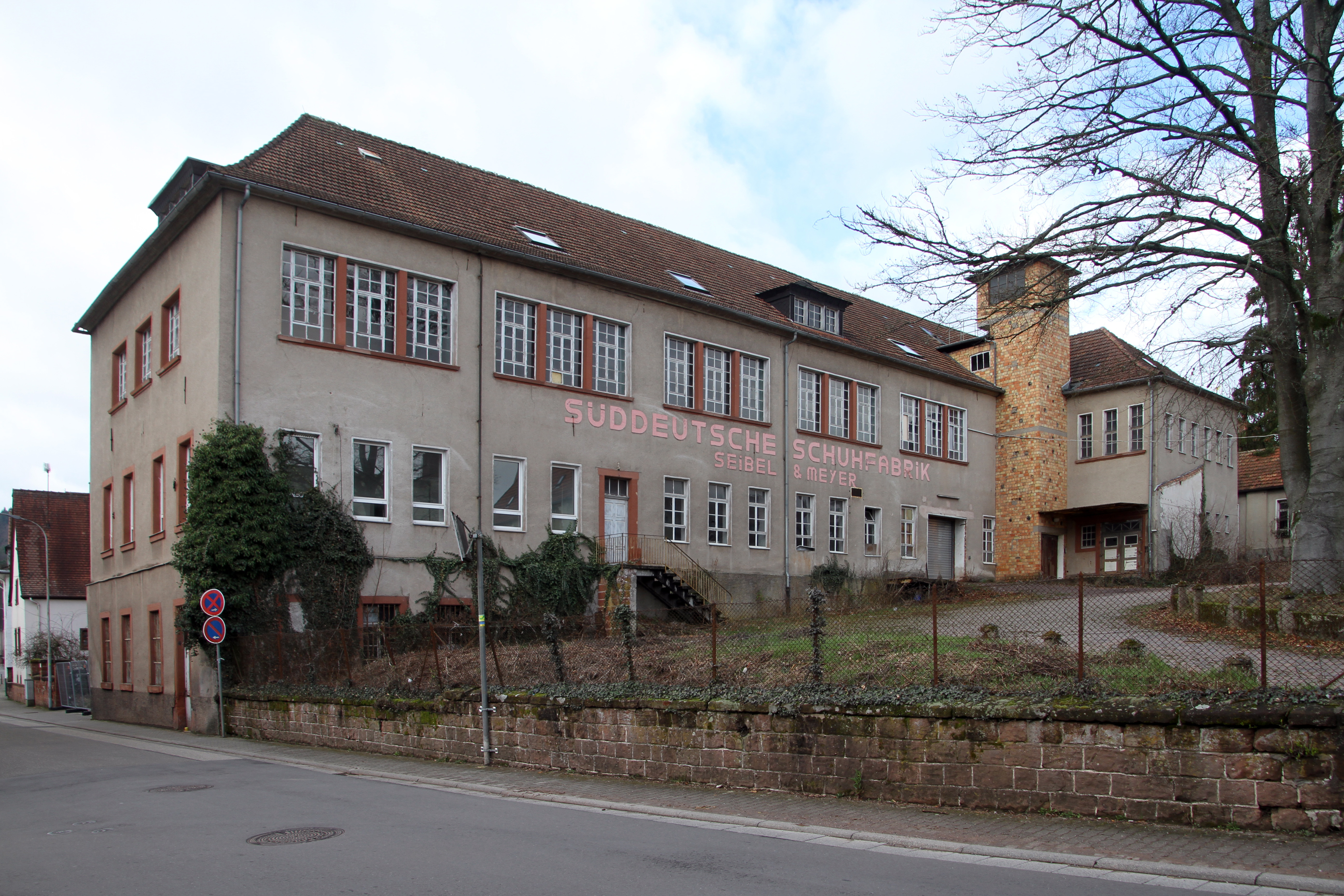
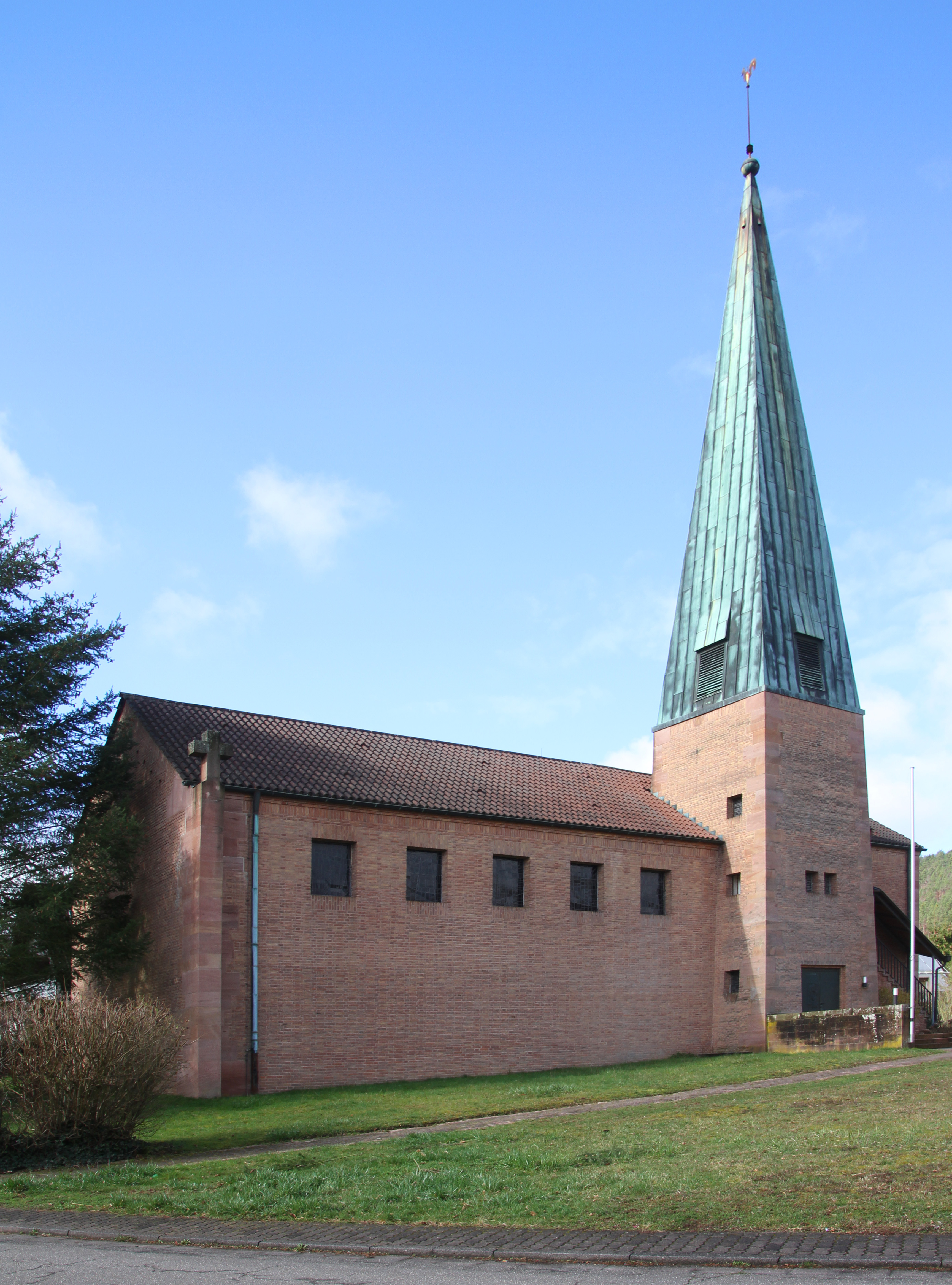
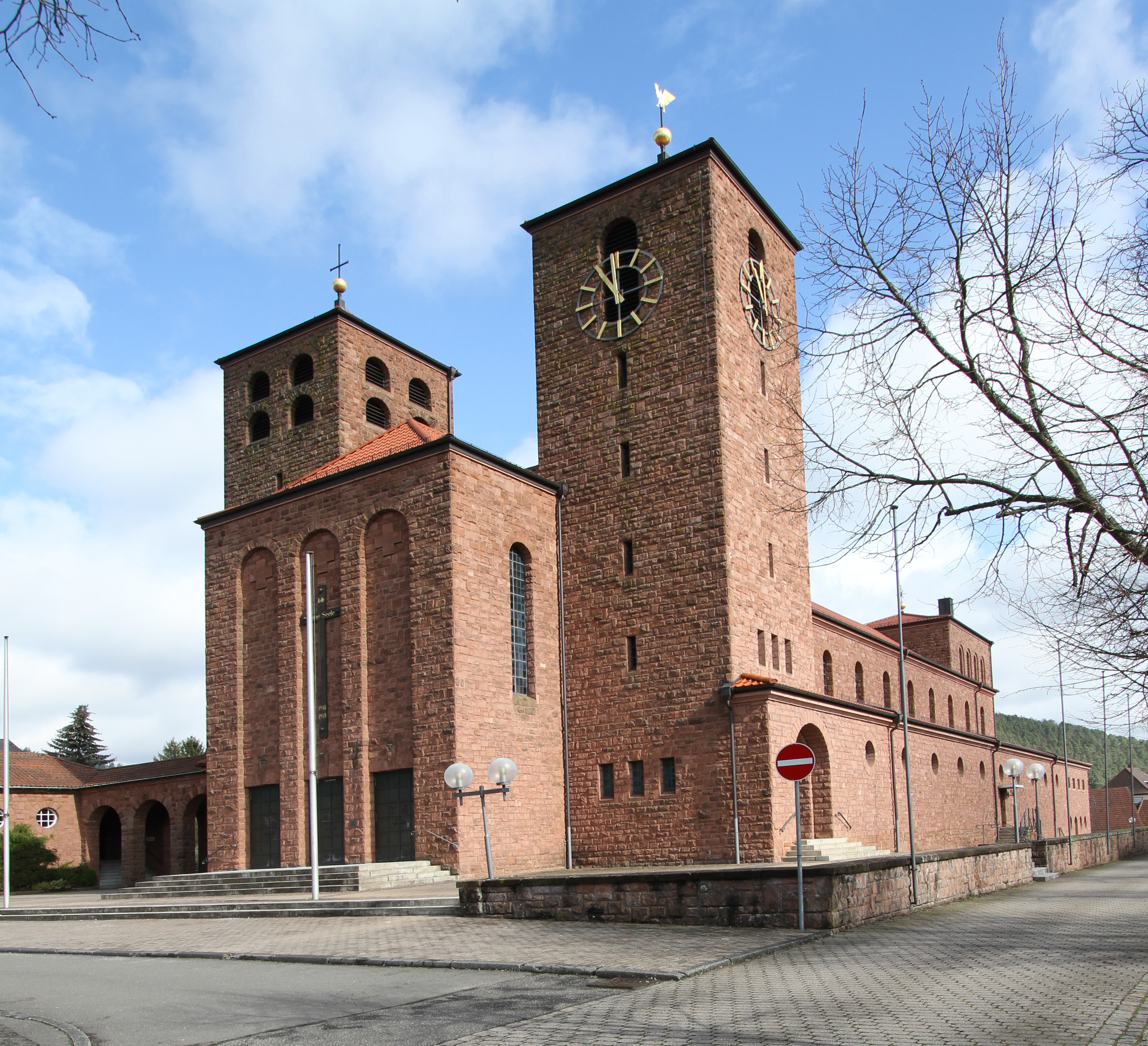